# Fauske
Fauske est une ville de Norvège, située juste au-delà du cercle arctique, dans le comté de Nordland.

## Localités
- Båtsvika
- Bringsli (67° 21′ 00″ N, 15° 14′ 00″ E)
- Bursimarka
- Hjemås
- Kistrand
- Kosmo (67° 21′ 00″ N, 15° 17′ 00″ E)
- Kvitblik (67° 21′ 00″ N, 15° 29′ 00″ E)
- Moen
- Nystad
- Østerkløft
- Røvika (67° 16′ 00″ N, 15° 16′ 00″ E)
- Straumsnes
- Sulitjelma (67° 09′ 00″ N, 16° 03′ 00″ E)
- Tverrå (67° 18′ 00″ N, 15° 25′ 00″ E)
- Valnesfjord
- Vatnan